# Witte Kerkje (Terheijden)
Het Witte Kerkje, Nederlands Hervormde Kerk of Protestantse kerk is een kerkgebouw in Terheijden in de gemeente Drimmelen in de Nederlandse provincie Noord-Brabant. De kerk staat aan de Hoofdstraat 1 en het Dorpsplein, de plaats waar ook de Marktstraat en Raadhuisstraat op het plein uitkomen.
Tegenover het Witte Kerkje staat de Sint-Antonius Abtkerk.

## Geschiedenis
In 1800 moesten de gereformeerden de Sint-Antonius Abtkerk aan de rooms-katholieken terug overdragen. De gereformeerden kregen volgens het besluit van Koning Lodewijk Napoleon een bedrag van zevenduizend gulden om een eigen kerkgebouw te bouwen, een Napoleonskerkje.
In 1809 kwam het nieuwe kerkgebouw gereed.
Op 19 mei 1971 werd het kerkje ingeschreven in het rijksmonumentenregister.

## Opbouw
Het gebouw is een eenvoudig classicistisch zaalkerkje van vijf traveeën. De voorgevel is wit geschilderd en heeft een klokkentorentje.